# Gertrudiskerk (Lutkewierum)
De Gertrudiskerk is een kerkgebouw in Lutkewierum (Fries: Lytsewierrum) in de Nederlandse provincie Friesland.

## Beschrijving
De kerk was oorspronkelijk gewijd aan heilige Gertrudis. De eenbeukige kerk met romanogotische zadeldaktoren (15e eeuw) kreeg in 1557 een nieuw schip met vijfzijdige koorsluiting ter vervanging van een in 1514 door brand verwoeste voorganger. In de toren hangt een klok (1516) van klokkengieters Geert van Wou en Johan Schonenborch. In 1722 werd de toren gedeeltelijk beklampt. De kerk is een rijksmonument.
Het interieur wordt gedekt door een houten tongewelf waarop tijdens de restauratie in 1928, naar plannen van G. Veenstra, een beschildering werd aangebracht. De preekstoel, het doophek en twee herenbanken dateren uit 18e eeuw. Het orgel uit 1870 is gemaakt door L. van Dam en Zonen.

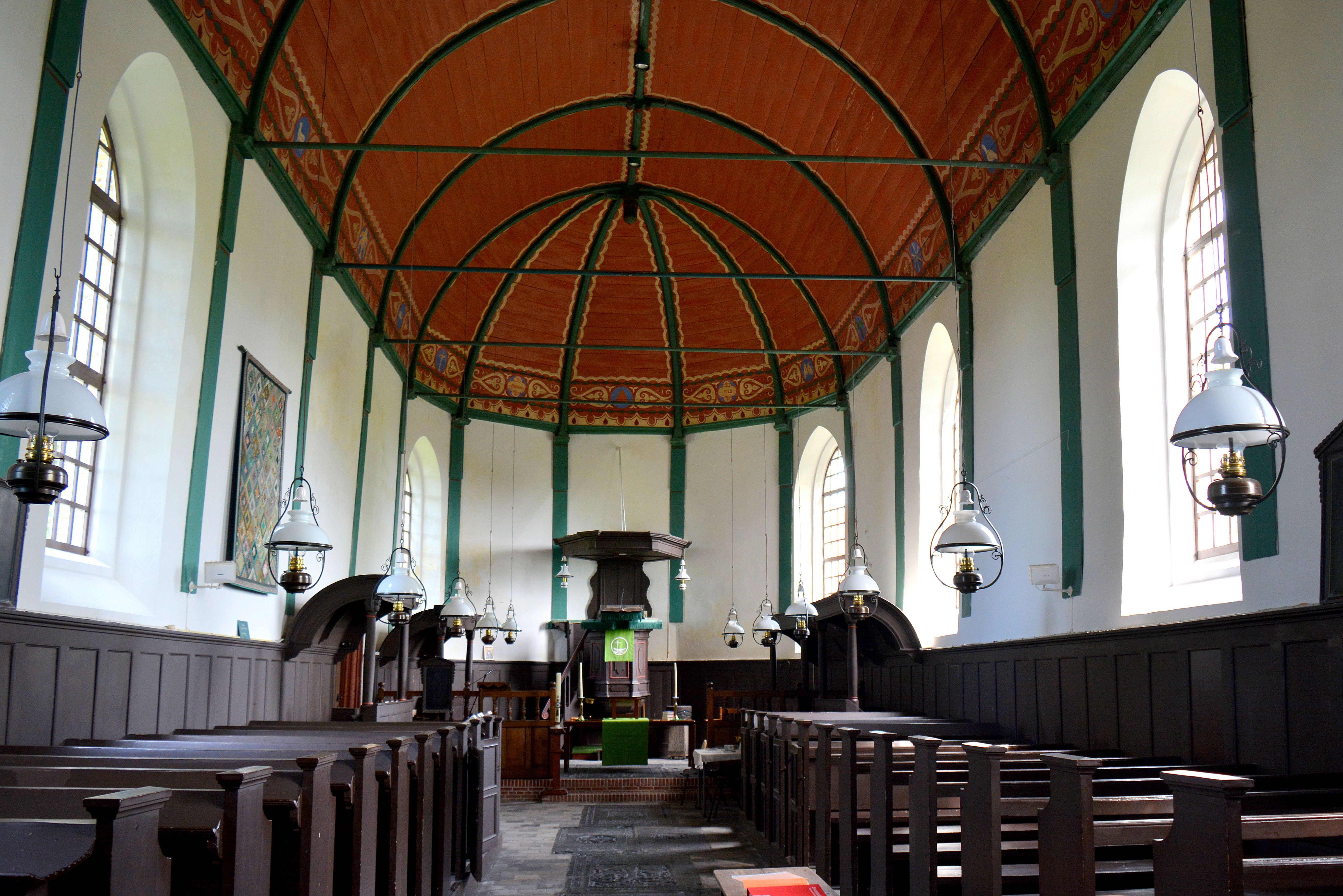
Interieur met preekstoel
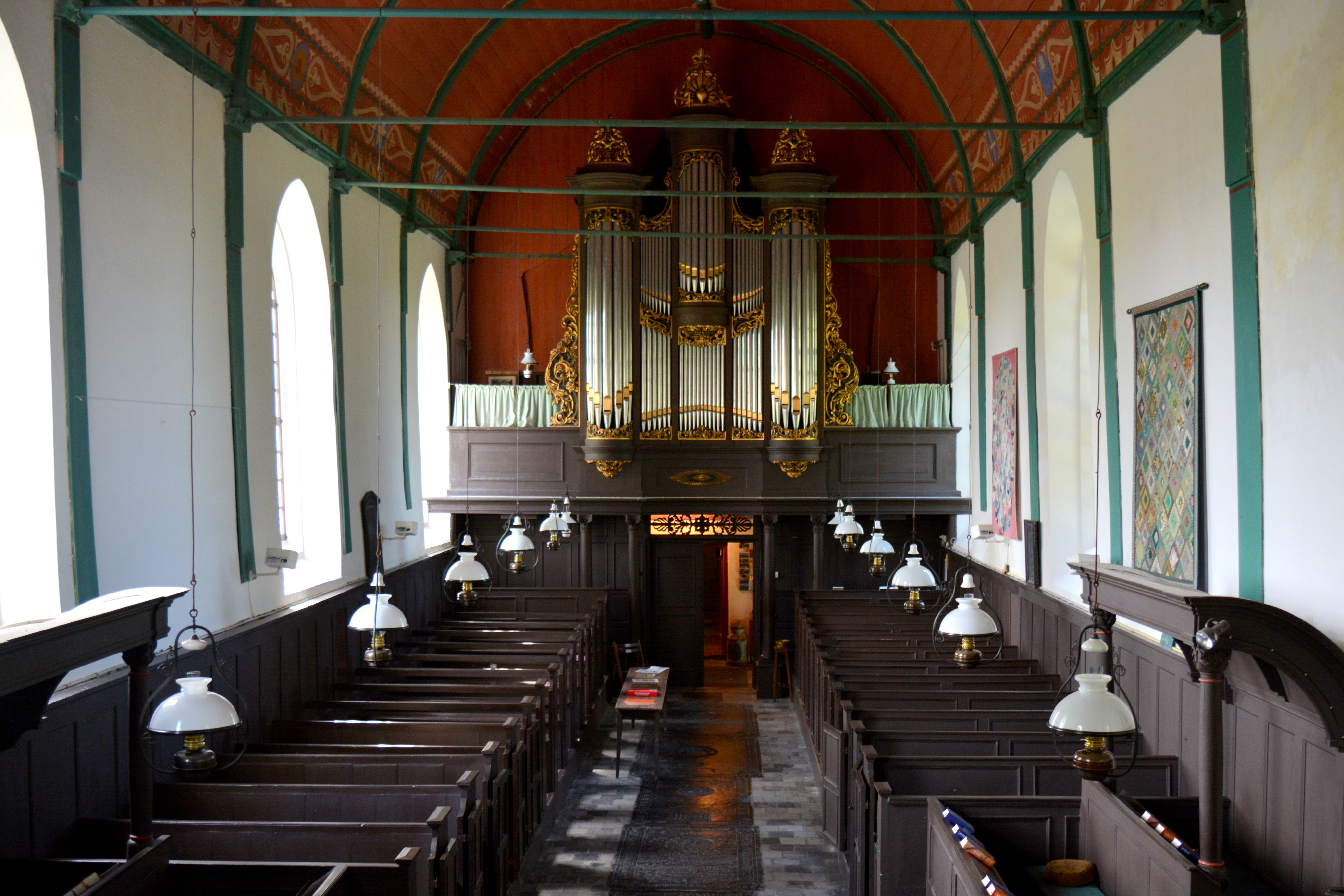
Interieur met orgel